# Projeto Arquimedes
O Projecto Arquimedes é um projecto para a construção da central termoeléctrica em Priolo Gargallo, Sicília, feita de uma série de 360 espelhos capazes de recuperar o calor do sol e permitem a produção de vapor que accionarão turbinas para produzirá energia eléctrica igual 5 MW . O centro foi inaugurado 14 de Julho de 2010.

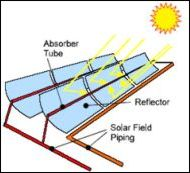
O sistema do projecto Arquimedes

A ideia de desenvolver esta tecnologia foi fortemente apoiada pelo físico italiano Carlo Rubbia, durante o período de sua presidência da ENEA (Ente per le Nuove tecnologie, l'Energia e l'Ambiente). Este sistema utiliza a energia solar e consiste numa área de aproximadamente 30 000 m2 de espelhos (os colectores parabólicos da imagem) que concentram a luz solar em 5 400 m de tubo com sal derretido utilizado como fluido de transferência de calor, flúido  que é aquecida a 550 °C. A energia térmica é então usado para produzir vapor a alta pressão para fazer funcionar turbinas a vapor para a geração de eletricidade.
O nome do projecto vem de Arquimedes ter usado, segundo a tradição, espelhos dirigidos contra as velas dos navios romanos durante o cerco de Siracusa para as queimar.